# Ballers
Ballers ist eine US-amerikanische Comedy-Fernsehserie mit Dwayne Johnson in der Hauptrolle. Die Premiere der ersten Staffel wurde am 21. Juni 2015 beim Sender HBO ausgestrahlt. Am 10. Juli 2015 gab der Sender die Bestellung einer zweiten Staffel bekannt, die ab dem 17. Juli 2016 ausgestrahlt wurde. Am 8. August 2017 wurde die Serie um eine vierte Staffel verlängert. Die Fortführung der Serie in einer finalen, fünften Staffel wurde am 6. September 2018 bekannt.

## Inhalt
Die Serie dreht sich um das Leben des ehemaligen American-Football-Stars Spencer Strasmore, der sich nach seiner aktiven Laufbahn als Finanzmanager durchschlägt.

## Besetzung und Synchronisation
Die deutschsprachige Synchronisation der Serie erfolgt bei der VSI Synchron GmbH, Berlin nach dem Dialogbuch von Mike Betz und unter der Dialogregie von Ronald Nitschke.

### Haupt- und Nebendarsteller

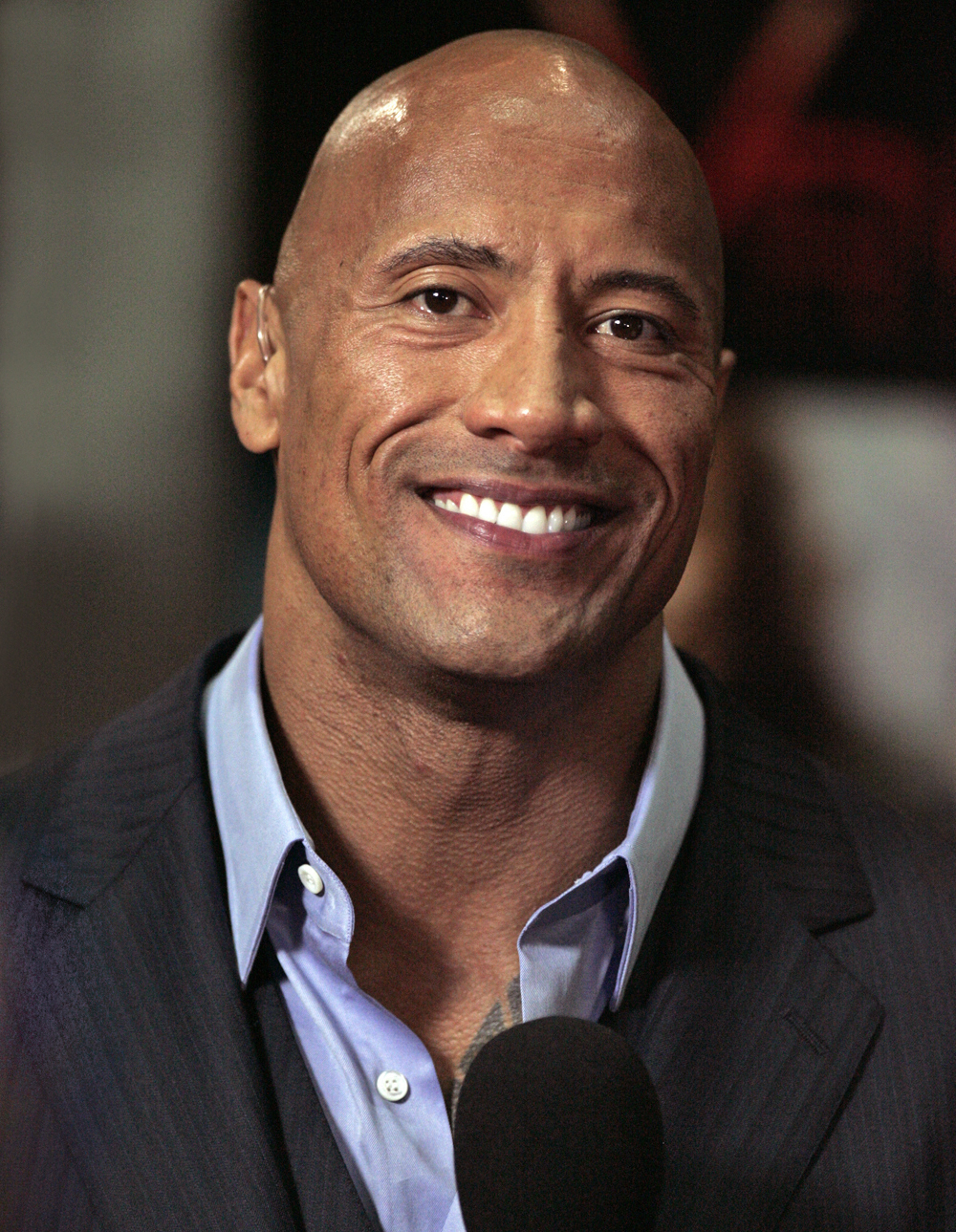
Dwayne Johnson (2013)
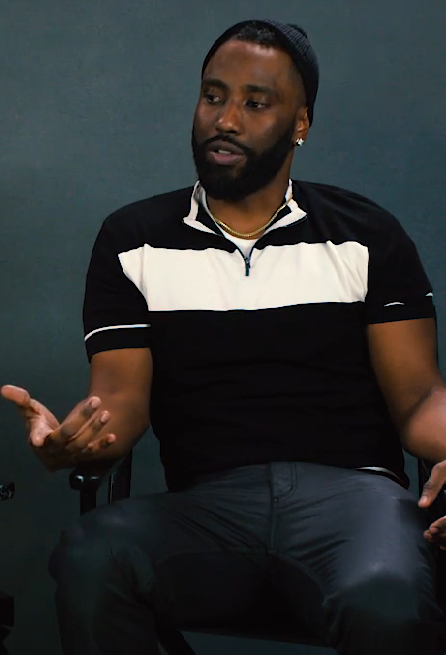
John David Washington (2018)
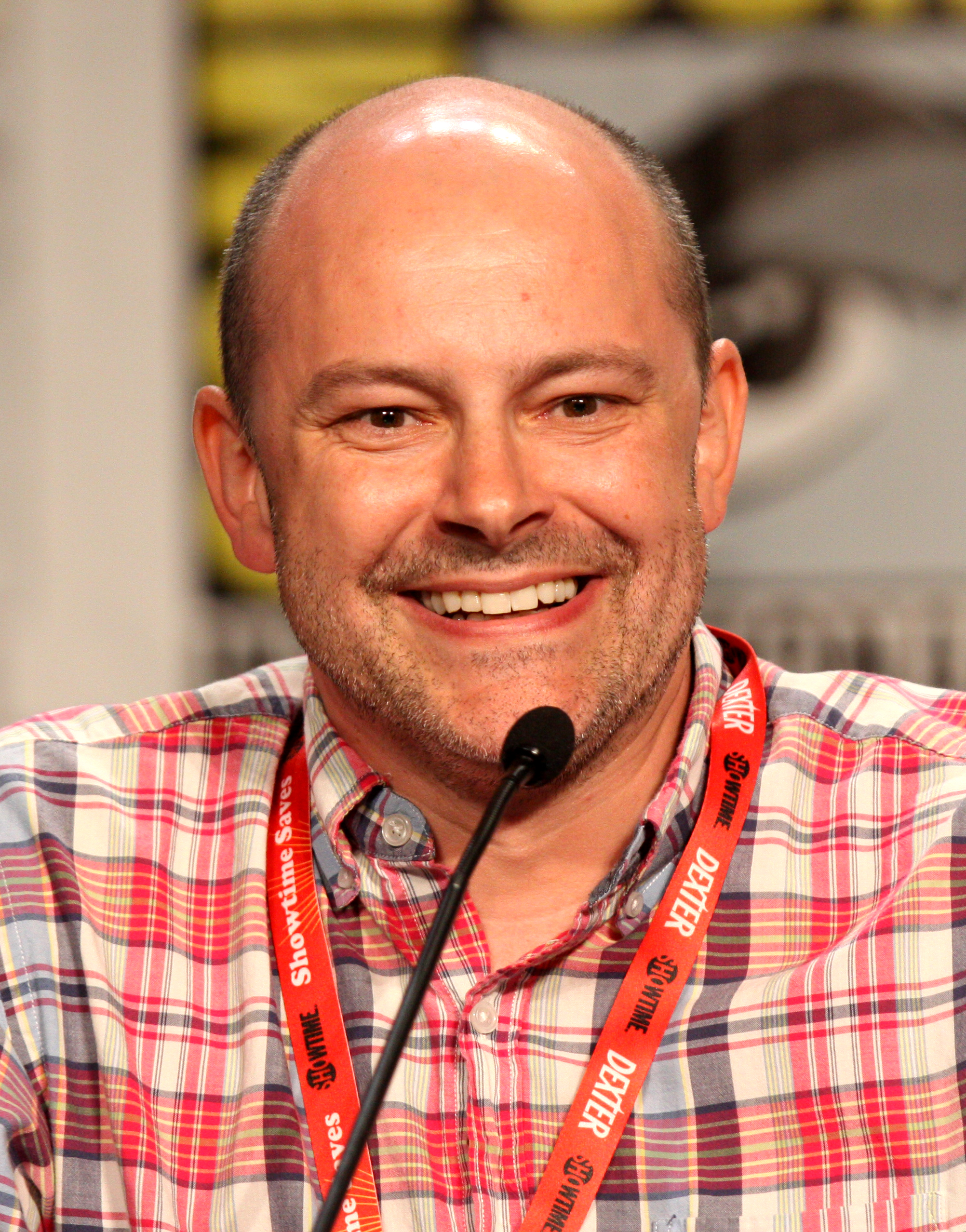
Rob Corddry (2011)
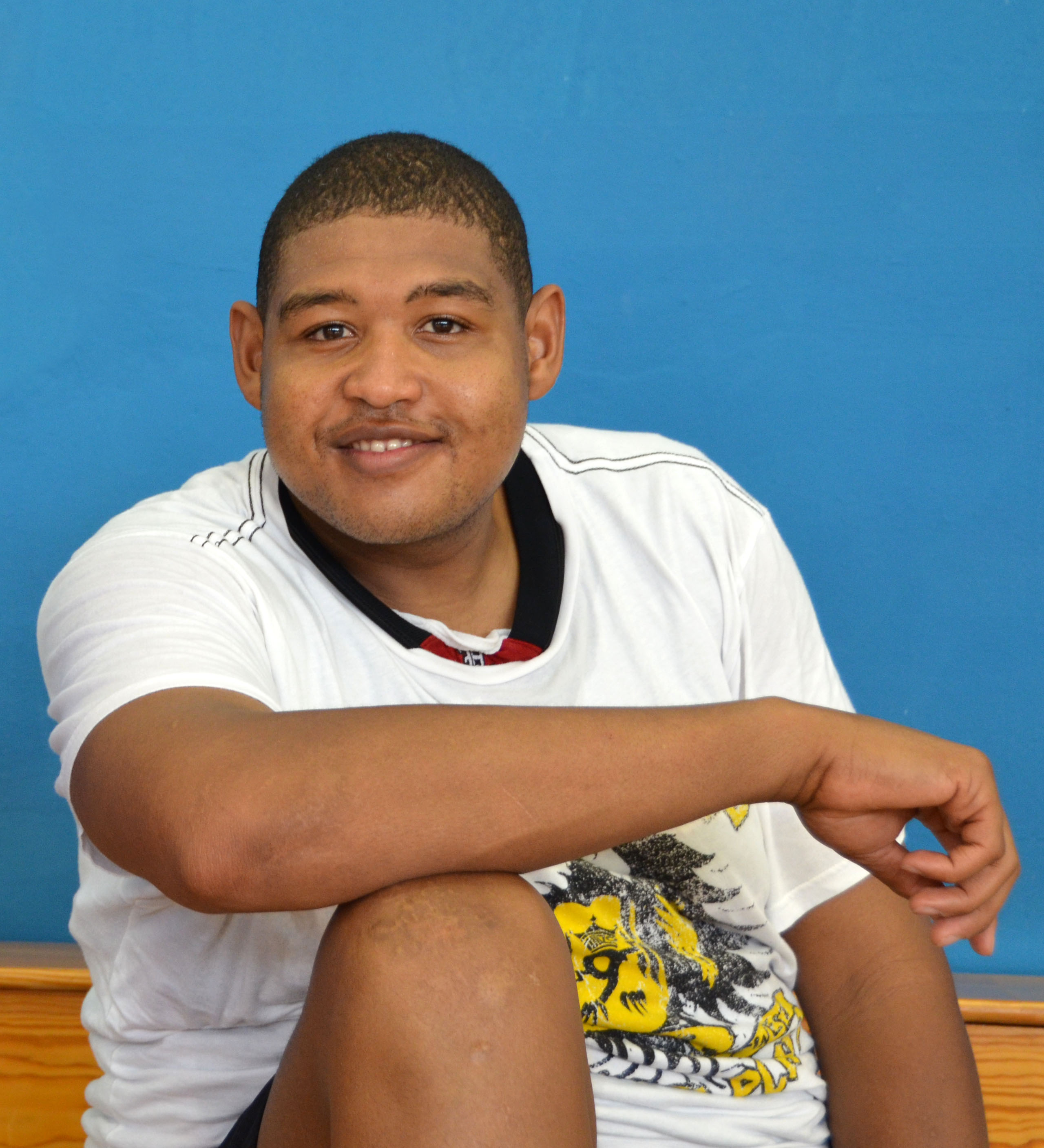
Omar Miller (2006)
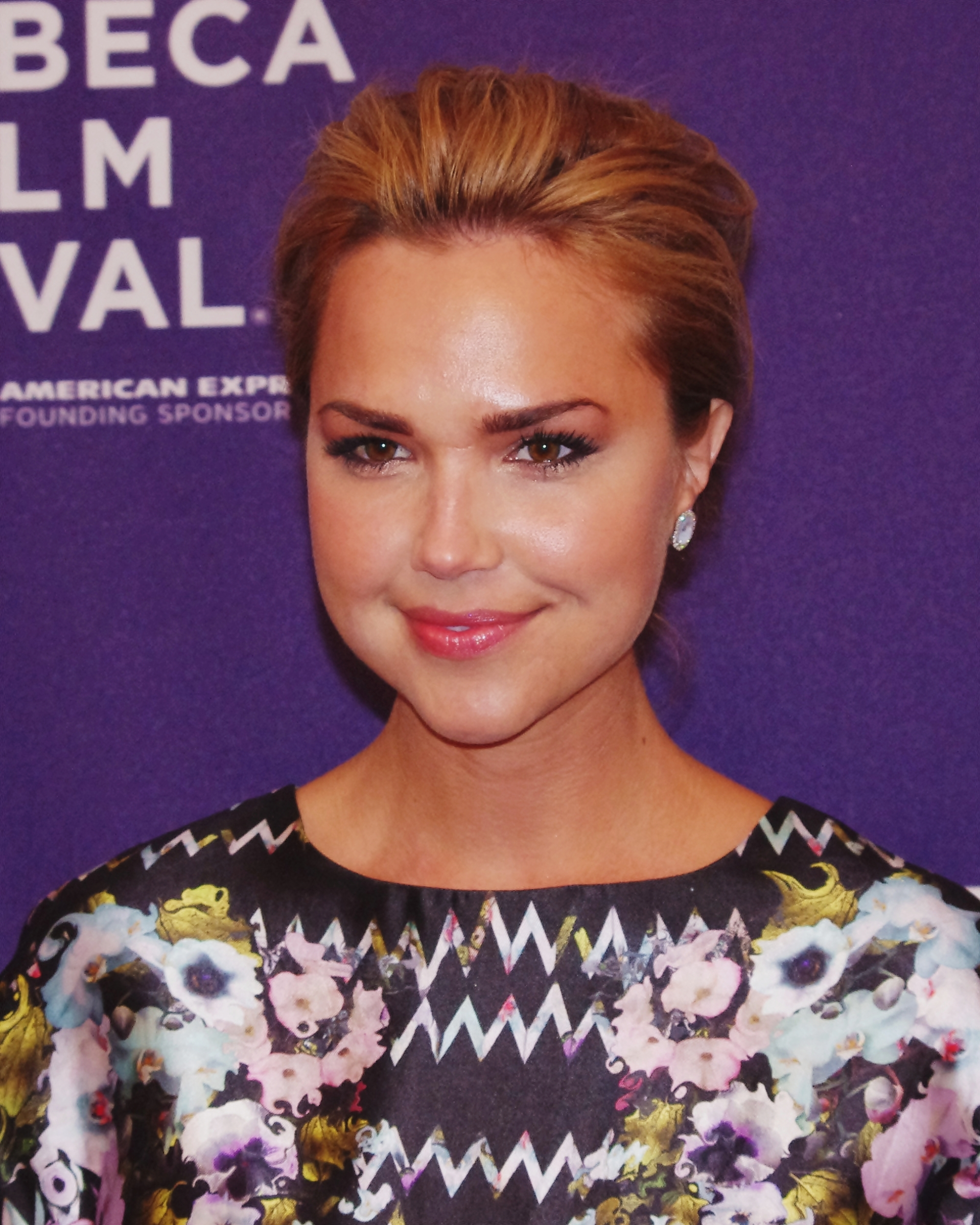
Arielle Kebbel (2012)

| Rollenname             | Schauspieler/in       | Hauptrolle (Folgen)  | Nebenrolle (Folgen)        | Synchronsprecher/in |
| ---------------------- | --------------------- | -------------------- | -------------------------- | ------------------- |
| Spencer Strasmore      | Dwayne Johnson        | 1.01–5.08            |                            | Ingo Albrecht       |
| Ricky Jerret           | John David Washington | 1.01–5.08            |                            | Charles Rettinghaus |
| Charles „Chuck“ Greane | Omar Benson Miller    | 1.01–5.08            |                            | Julien Haggége      |
| Vernon Littlefield     | Donovan W. Carter     | 1.01–3.10            |                            | Tim Schwarzmaier    |
| Jason Antolotti        | Troy Garity           | 1.01–5.08            |                            | Frank Schaff        |
| Reggie                 | London Brown          | 1.02–5.08            |                            | Marios Gavrilis     |
| Julie Greane           | Jazmyn Simon          | 1.01–5.07            |                            | Vera Teltz          |
| Joe Krutel             | Rob Corddry           | 1.01–5.08            |                            | Ronald Nitschke     |
| Tracy Legette          | Arielle Kebbel        | 2.01–2.04, 2.08–2.10 | 1.02–1.10, 5.01            | Wicki Kalaitzi      |
| Larry Siefert          | Dulé Hill             |                      | 1.01–3.09                  | Tobias Nath         |
| Annabella              | Anabelle Acosta       |                      | 1.01–1.08                  | Josephine Schmidt   |
| Alonzo Cooley          | Antoine Harris        |                      | 1.02–1.05, 1.10–2.01, 2.07 | Maximilian Laprell  |
| Mr. Anderson           | Richard Schiff        |                      | 1.03–5.08                  | Michael Pan         |
| Maximo Gomez           | Clifton Collins, Jr.  |                      | 1.05–1.07                  | Gerald Schaale      |
| Dan Balsamo            | Michael Cudlitz       |                      | 1.08–1.09                  | Michael Iwannek     |
| TTD                    | Carl McDowell         |                      | 1.06–5.08                  | Dennis Schmidt-Foß  |

## Episodenliste

### Staffel 1
Die Erstausstrahlung der ersten Staffel war vom 21. Juni bis zum 23. August 2015 beim US-amerikanischen Kabelsender HBO zu sehen. Die deutschsprachige Erstausstrahlung sendete der deutsche Pay-TV-Sender Sky Atlantic HD vom 14. Oktober bis zum 11. November 2015.
| Nr. (ges.) | Nr. (St.) | Deutscher Titel                   | Originaltitel            | Erstausstrahlung USA | Deutschsprachige Erstausstrahlung (D) | Regie              | Drehbuch                       | Zuschauer |
| ---------- | --------- | --------------------------------- | ------------------------ | -------------------- | ------------------------------------- | ------------------ | ------------------------------ | --------- |
| 1          | 1         | Kickoff                           | Pilot                    | 21. Juni 2015        | 14. Okt. 2015                         | Peter Berg         | Stephen Levinson               | 2,16 Mio. |
| 2          | 2         | Befreiungsschlag                  | Raise Up                 | 28. Juni 2015        | 14. Okt. 2015                         | Julian Farino      | Evan Reilly                    | 1,85 Mio. |
| 3          | 3         | Megaparty                         | Move the Chains          | 5. Juli 2015         | 21. Okt. 2015                         | Julian Farino      | Evan Reilly                    | 1,70 Mio. |
| 4          | 4         | Katerstimmung                     | Heads Will Roll          | 12. Juli 2015        | 21. Okt. 2015                         | Julian Farino      | Rob Weiss                      | 1,59 Mio. |
| 5          | 5         | Übles Foul                        | Machete Charge           | 19. Juli 2015        | 28. Okt. 2015                         | Seith Mann         | Steve Sharlet                  | 1,64 Mio. |
| 6          | 6         | Alles Verhandlungssache           | Everything Is Everything | 26. Juli 2015        | 28. Okt. 2015                         | John Fortenberry   | Evan Reilly                    | 1,81 Mio. |
| 7          | 7         | Ricky rastet aus                  | Ends                     | 2. Aug. 2015         | 4. Nov. 2015                          | Simon Cellan Jones | Rob Weiss                      | 1,56 Mio. |
| 8          | 8         | Kriech’ zu Kreuze!                | Gaslighting              | 9. Aug. 2015         | 4. Nov. 2015                          | Simon Cellan Jones | Evan Reilly                    | 1,71 Mio. |
| 9          | 9         | Die beste Lösung                  | Head-On                  | 16. Aug. 2015        | 11. Nov. 2015                         | Julian Farino      | Steve Sharlet                  | 1,57 Mio. |
| 10         | 10        | Spencer: Einfach unübertrefflich! | Flamingos                | 23. Aug. 2015        | 11. Nov. 2015                         | Julian Farino      | Stephen Levinson & Evan Reilly | 1,40 Mio. |

### Staffel 2
Die Erstausstrahlung der zweiten Staffel war vom 17. Juli 2016 bis zum 25. September 2016 beim US-amerikanischen Kabelsender HBO zu sehen. Die deutschsprachige Erstausstrahlung sendete der deutsche Pay-TV-Sender Sky 1 vom 4. November 2016 bis zum 13. Januar 2017.
| Nr. (ges.) | Nr. (St.) | Deutscher Titel       | Originaltitel          | Erstausstrahlung USA | Deutschsprachige Erstausstrahlung (D) | Regie              | Drehbuch                          | Zuschauer |
| ---------- | --------- | --------------------- | ---------------------- | -------------------- | ------------------------------------- | ------------------ | --------------------------------- | --------- |
| 11         | 1         | Alte Feindschaft      | Face of the Franchise  | 17. Juli 2016        | 4. Nov. 2016                          | Julian Farino      | Evan Reilly                       | 1,59 Mio. |
| 12         | 2         | Im Auge des Tycoons   | Enter the Temple       | 24. Juli 2016        | 11. Nov. 2016                         | Julian Farino      | Evan Reilly                       | 1,28 Mio. |
| 13         | 3         | Luftschlösser         | Elidee                 | 31. Juli 2016        | 18. Nov. 2016                         | Julian Farino      | Steve Sharlet                     | 1,27 Mio. |
| 14         | 4         | Knietief im Sumpf     | World of Hurt          | 7. Aug. 2016         | 25. Nov. 2016                         | Julian Farino      | Rob Weiss                         | 1,14 Mio. |
| 15         | 5         | Betäubungsmittel      | Most Guys              | 14. Aug. 2016        | 2. Dez. 2016                          | Simon Cellan Jones | Steve Sharlet                     | 1,21 Mio. |
| 16         | 6         | Ein Tweet mit Folgen  | Saturdaze              | 21. Aug. 2016        | 9. Dez. 2016                          | Simon Cellan Jones | Rob Weiss                         | 1,32 Mio. |
| 17         | 7         | Alles kommt ans Licht | Everybody Knows        | 28. Aug. 2016        | 16. Dez. 2016                         | Simon Cellan Jones | Rashard Mendenhall & Zach Robbins | 1,01 Mio. |
| 18         | 8         | Draft-Party           | Laying in the Weeds    | 11. Sep. 2016        | 23. Dez. 2016                         | Simon Cellan Jones | Steve Sharlet                     | 0,87 Mio. |
| 19         | 9         | Das große Feilschen   | Million Bucks in a Bag | 18. Sep. 2016        | 6. Jan. 2017                          | Julian Farino      | Evan Reilly & Steve Sharlet       | 1,57 Mio. |
| 20         | 10        | Endzone               | Game Day               | 25. Sep. 2016        | 13. Jan. 2017                         | Julian Farino      | Evan Reilly & Steve Sharlet       | 1,10 Mio. |

### Staffel 3
Die Erstausstrahlung der dritten Staffel war vom 23. Juli 2017 bis zum 24. September 2017 beim US-amerikanischen Kabelsender HBO zu sehen. Die deutschsprachige Erstausstrahlung sendete der deutsche Pay-TV-Sender Sky 1 vom 25. August 2017 bis zum 2. November 2017.
| Nr. (ges.) | Nr. (St.) | Deutscher Titel         | Originaltitel      | Erstausstrahlung USA | Deutschsprachige Erstausstrahlung (D) | Regie             | Drehbuch                    |
| ---------- | --------- | ----------------------- | ------------------ | -------------------- | ------------------------------------- | ----------------- | --------------------------- |
| 21         | 1         | Think Big!              | Seeds of Expansion | 23. Juli 2017        | 25. Aug. 2017                         | Julian Farino     | Rob Weiss                   |
| 22         | 2         | Zocken in Vegas         | Bull Rush          | 30. Juli 2017        | 1. Sep. 2017                          | David Katzenberg  | Evan Reilly                 |
| 23         | 3         | Die Cannabis-Connection | In the Teeth       | 6. Aug. 2017         | 15. Sep. 2017                         | David Katzenberg  | Carter Harris               |
| 24         | 4         | Im Reich des Bösen      | Ride and Die       | 13. Aug. 2017        | 22. Sep. 2017                         | David Katzenberg  | Rob Weiss                   |
| 25         | 5         | Alphatiere              | Make Believe       | 20. Aug. 2017        | 29. Sep. 2017                         | Chloe Domont      | Evan Reilly                 |
| 26         | 6         | Ich hasse New York!     | I Hate New York    | 27. Aug. 2017        | 5. Okt. 2017                          | Millicent Shelton | Steve Sharlet               |
| 27         | 7         | Ricky Leaks             | Ricky Leaks        | 3. Sep. 2017         | 12. Okt. 2017                         | Rob Weiss         | Rob Weiss                   |
| 28         | 8         | Gier ist geil           | Alley-Oops         | 10. Sep. 2017        | 19. Okt. 2017                         | David Katzenberg  | Rashard Mendenhall          |
| 29         | 9         | Böse Bitch              | Crackback          | 17. Sep. 2017        | 26. Okt. 2017                         | Julian Farino     | Evan Reilly & Steve Sharlet |
| 30         | 10        | Yay Area                | Yay Area           | 24. Sep. 2017        | 2. Nov. 2017                          | Julian Farino     | Evan Reilly                 |

### Staffel 4
Die Erstausstrahlung der vierten Staffel war vom 12. August 2018 bis zum 7. Oktober 2018 beim US-amerikanischen Kabelsender HBO zu sehen. Die deutschsprachige Erstausstrahlung sendete der deutsche Pay-TV-Sender Sky 1 mit jeweils einem Tag Versatz vom 13. August 2018 bis zum 8. Oktober 2018.
| Nr. (ges.) | Nr. (St.) | Deutscher Titel                   | Originaltitel                    | Erstausstrahlung USA | Deutschsprachige Erstausstrahlung (D) | Regie              | Drehbuch                     |
| ---------- | --------- | --------------------------------- | -------------------------------- | -------------------- | ------------------------------------- | ------------------ | ---------------------------- |
| 31         | 1         | Go West!                          | Rough Ride                       | 12. Aug. 2018        | 13. Aug. 2018                         | Julian Farino      | Stephen Levinson & Rob Weiss |
| 32         | 2         | Black Power                       | Don’t You Wanna Be Obama?        | 19. Aug. 2018        | 20. Aug. 2018                         | Julian Farino      | Stephen Levinson & Rob Weiss |
| 33         | 3         | Du bist gefeuert!                 | This Is Not Our World            | 26. Aug. 2018        | 27. Aug. 2018                         | Julian Farino      | Stephen Levinson & Rob Weiss |
| 34         | 4         | Voll gelinkt                      | Forgiving Is Living              | 2. Sep. 2018         | 3. Sep. 2018                          | Rob Weiss          | Stephen Levinson & Rob Weiss |
| 35         | 5         | Alter Mann, was nun?              | Doink                            | 9. Sep. 2018         | 10. Sep. 2018                         | Rob Weiss          | Chloe Domont & Zach Robbins  |
| 36         | 6         | Anarchos                          | No Small Talk                    | 16. Sep. 2018        | 17. Sep. 2018                         | Simon Cellan Jones | Rashard Mendenhall           |
| 37         | 7         | Reich und dumm                    | The Kids Are Aight               | 23. Sep. 2018        | 24. Sep. 2018                         | Chloe Domont       | Jason Lew                    |
| 38         | 8         | Leg dich nicht mit dem Teufel an! | The Devil You Know               | 30. Sep. 2018        | 1. Okt. 2018                          | Chloe Domont       | Jason Lew                    |
| 39         | 9         | Spencers einsamer Kampf           | There’s No Place Like Home, Baby | 7. Okt. 2018         | 8. Okt. 2018                          | Simon Cellan Jones | Stephen Levinson & Rob Weiss |

### Staffel 5
Die fünfte und finale Staffel war beim US-amerikanischen Kabelsender HBO zwischen dem 25. August 2019 und 13. Oktober 2019 zu sehen. Insgesamt gab es 8 Folgen. HBO gab bekannt, dass „Ballers“ nach der fünften Staffel beendet werden wird. Einen offiziellen Grund für die Absetzung wurde allerdings nicht genannt. Die deutschsprachige Erstausstrahlung sendet der deutsche Pay-TV-Sender Sky 1 ab 10. Oktober 2019 bis zum 28. November 2019.
| Nr. (ges.) | Nr. (St.) | Deutscher Titel           | Originaltitel          | Erstausstrahlung USA | Deutschsprachige Erstausstrahlung (D) | Regie           | Drehbuch  |
| ---------- | --------- | ------------------------- | ---------------------- | -------------------- | ------------------------------------- | --------------- | --------- |
| 40         | 1         | Das ganz große Rad drehen | Protocol Is For Losers | 25. Aug. 2019        | 10. Okt. 2019                         | Ronald Nitschke | Mike Betz |
| 41         | 2         | Charmeoffensive           | Must Be The Shoes      | 1. Sep. 2019         | 17. Okt. 2019                         | Ronald Nitschke | Mike Betz |
| 42         | 3         | Der Traum des Gamers      | Copernicursed          | 8. Sep. 2019         | 24. Okt. 2019                         | Ronald Nitschke | Mike Betz |
| 43         | 4         | Die Marke macht’s         | Municipal              | 15. Sep. 2019        | 31. Okt. 2018                         | Ronald Nitschke | Mike Betz |
| 44         | 5         | Fluch der bösen Tat       | Crumbs                 | 22. Sep. 2019        | 7. Nov. 2019                          | Ronald Nitschke | Mike Betz |
| 45         | 6         | Feindliche Umwelt         | Edutainment            | 29. Sep. 2019        | 14. Nov. 2019                         | Ronald Nitschke | Mike Betz |
| 46         | 7         | Die wollen nur spielen    | Who Wants A Lollipop   | 6. Okt. 2019         | 21. Nov. 2019                         | Ronald Nitschke | Mike Betz |
| 47         | 8         | Der Unbeugsame            | Players Only           | 13. Okt. 2019        | 28. Nov. 2019                         | Ronald Nitschke | Mike Betz |